# Mini transat 6.50
Мини трансат (Mini transat), Трансат 6.50, Open 650 или класс Мини — небольшие яхты класса Мини, предназначенные для одиночных крейсерских регат. Основной регатой является гонка через Атлантический океан, которая и дала название классу (trans atlantic) в 1977 году. Класс является открытым, в соревнованиях могут участвовать яхты, отвечающие основным параметрам класса.

## Основные параметры яхт
- длина лодки не более 6.50 м
- ширина не более 3 м
- осадка для прото 2 м и для серийной лодки 1.6 м
- высота от киля до топа 14 метров для прото и 12 м для серийной лодки
- среднее значение высоты надводного борта 0.75 м прото и 0.80 м для серии

Яхты класса Mini проектируются специально для гонки Mini Transat, они рассчитаны в основном на попутные сильные ветра (именно с ними приходится сталкиваться в пассатной субтропической зоне, где пролегает маршрут гонки) и способны пересечь Атлантику достаточно быстро и без остановок. Лодки небольшие (6,5 метра в длину), но очень мощные. Они оснащены длинными поворотными бушпритами, гротами с квадратным топом и несут огромные (по сравнению с размерами лодки) асимметричные спинакеры— 

## Дивизионы
Яхты делятся на два дивизиона: Прото и Серийный дивизион. 
Прото — это дивизион, в котором разрешены практически любые материалы при изготовлении лодки, что делает лодки дорогими и доступными только для профессиональных гонщиков, имеющих хороших спонсоров. Конечно же, эти лодки максимально быстры: имеют меньший вес, большую осадку, большую площадь парусов, меньший надводный борт, мачту из углеволокна — всё это сказывается в положительную сторону для скорости. 
Серийный дивизион — в этом дивизионе всё, в разумной степени, направлено на удешевление лодки и повышения её надежности. Запрещены дорогие материалы: углеволокно, эпоксидные смолы. Для повышения удобства пребывания на борту правилами установлен больший размер рубки. Запрещены цистерны и качающиеся кили. Осадка уменьшена до 1,6 метра. Лодки дивизиона, конечно, немного медленней прото, на дистанцию в 300 миль они тратят примерно на 40 минут больше, но доступность по цене и возможность совмещать гонки с круизными плаваниями привлекает всё больше и больше яхтсменов по всему миру к таким лодкам.

## Трансатлантическая гонка
С 1977 года проводится каждый нечётный год. С каждым годом на старт выходит всё больше и больше участников. Первая гонка была из Пензанса (Великобритания) до Антигуа с промежуточной остановкой на Тенерифе (Канарские острова). Сейчас же маршрут изменен: Приморская Шаранта (Франция) / Баия (Бразилия).
В гонке 2019 года участвовало два российских яхтсмена: Ирина Грачева и Фёдор Дружинин.